# Santiago García (Fußballspieler, 1988)
Santiago „Santi“ García (* 8. Juli 1988 in Rosario, Provinz Santa Fe) ist ein argentinischer Fußballspieler auf der Position eines linken Außenverteidigers. Er besitzt auch die italienische Staatsangehörigkeit.

## Karriere
García begann seine Fußballerlaufbahn bei dem in seiner Geburtsstadt ansässigen Verein Rosario Central. Nachdem er die erste Hälfte des Jahres 2010 noch dort gespielt hatte, schloss er sich dem US Palermo in Italien an. Bei den Sizilianern konnte er sich jedoch nicht durchsetzen und verbrachte die Saison 2011/12 leihweise bei Ligakonkurrent Novara Calcio. Nach Problemen mit den Fans kündigte García seinen Vertrag 2013 vorzeitig. Er wurde daraufhin von dem chilenischen Club Rangers de Talca verpflichtet und für ein Jahr mit Kaufoption an den deutschen Erstligisten Werder Bremen verliehen. Am 21. September 2013 (6. Spieltag) bestritt der Linksverteidiger sein Pflichtspieldebüt für Werder Bremen bei einem 2:0-Auswärtssieg gegen den Hamburger SV. Am 3. November 2013 (11. Spieltag) erzielte er im Heimspiel gegen Hannover 96 mit dem Treffer zum 3:2-Endstand in der 86. Minute sein erstes Tor für den SV Werder. Am 1. Februar 2014 (19. Spieltag) erhielt er im Auswärtsspiel beim FC Augsburg seine erste Gelb-Rote Karte in der Bundesliga. Am 30. April 2014 wurde vom SV Werder Bremen eine Kaufoption genutzt; García unterzeichnete einen Dreijahresvertrag bis zum 30. Juni 2017. 2017 wurde verkündet, dass Garcia seinen Vertrag bei Werder Bremen nicht verlängern wird. Er wechselte ablösefrei zum mexikanischen Verein Deportivo Toluca. Am 15. Januar 2020 wechselte er ablösefrei zu Unión La Calera in die chilenische Primera División.

## Privates
Garcías Zwillingsbruder Manuel ist ebenfalls Fußballspieler. Er steht beim Club de Deportes Antofagasta unter Vertrag. Santiago ist seit dem 4. Juni 2016 mit der Feldhockeyspielerin Carla Arpi verheiratet.